# ناحية دارة عزة
ناحية دارة عزة إحدى نواحي سوريا تتبع إداريّاً لمحافظة حلب منطقة جبل سمعان ومركزها بلدة دارة عزة، بلغ تعداد سكان الناحية 39,540 نسمة حسب التعداد السكاني لعام 2004.

## بلدات وقرى ناحية دارة عزة
عنجارة، أرحاب، بشقاتين، بسرطون، بشنطرة، دارة عزة، الهوتة، حور، كفرانتين، مجبينة، قبتان الجبل، تقاد، زرزيتا، الصخرية.